# کوندوروسور
کوندوروسور (نام علمی: Kundurosaurus) نام یک سرده از راسته پرنده‌کفلان است.